# Viktor Hovland
Viktor Hovland, född 18 september 1997 i Oslo, är en norsk professionell golfspelare.

## Biografi
Hovland är utbildad vid Oklahoma State University, och har spelat professionell golf sedan 2019. Han har totalt tagit 10 segrar varav 6 på PGA-touren. 2022 placerade han sig på delad fjärdeplats i The Open Championship. 2023 blev han delad två på PGA Championship.